# Коллінг-ферде

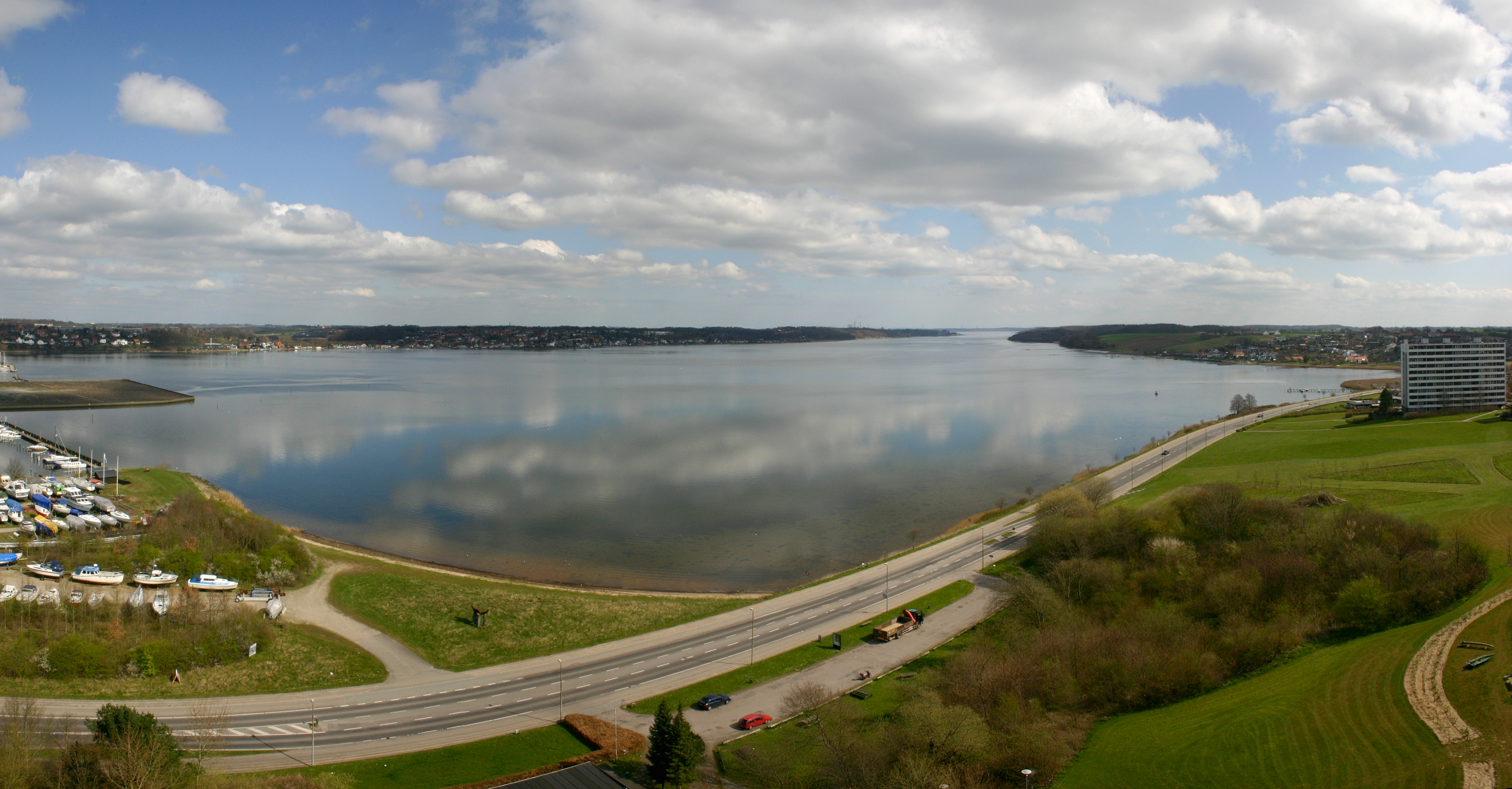
Коллінг-фіорд

Коллінг-фіорд — фіорд між Коллінгом і Малим Бельтом. Довжина — 10 км.
Фіорд з'єднано з портом Коллінг судноплавним каналом глибиною 7 м.
1943 року у фіорді знайдено затонулий корабель, пізніше відомий як Коллінг-ког.